# Igor Svoják
Igor Svoják (* 1. července 1966, Frýdek-Místek) je český politik a podnikatel, v letech 2010 až 2013 poslanec za stranu ODS. Do Poslanecké sněmovny Parlamentu České republiky byl zvolen ve volbách 2010 v Moravskoslezském kraji.
Vystudoval VŠ báňská Ostrava, posléze pracoval jako asistent ředitele nebo technický pracovník v OKD. V roce 2002 byl zvolen do zastupitelstva města Frýdek-Místek, posléze v roce 2008 i do krajského zastupitelstva Moravskoslezského kraje.